# Crooked River (Oregon)
Der Crooked River ist ein Fluss im US-Bundesstaat Oregon.
Der Fluss hat ein Einzugsgebiet von über 11.600 Quadratkilometern in der östlichen High Desert von Central Oregon und entwässert das Gebiet östlich der Kaskadenkette und des Deschutes River und südlich des John Day River.

## Verlauf
Der South Fork Crooked River entspringt in der High Desert im Nordosten des Deschutes County an der Grenze zum Crook County. Der Fluss fließt erst nordwärts und wird dabei von zahlreichen Gebirgsbächen wie dem Buck Creek, dem Twelvemile Creek und dem Beaver Creek gespeist. Nach dem Zusammenfluss mit dem Beaver Creek fließt der Crooked River westwärts und wird dabei im Norden durch die Ochoco Mountains und im Süden durch die Maury Mountains begrenzt. Aus den Ochoco Mountains fließt der North Fork Crooked River, aus den Maury Mountains der Camp Creek zu. Der Fluss mündet in das Prineville Reservoir, einem 29 Kilometer langen und 12 Quadratkilometer großen Stausee, aus dem er dann weiter nordwestlich Richtung Prineville fließt. Dort erhält er Zufluss durch den Ochoco Creek und den McKay Creek, die in den Ochoco Mountains entspringen. Hinter Prineville fließen nur noch kleinere Bäche in den Crooked River, der weiter nordwestlich fließt, bis er in den Lake Billy Chinook und damit in den Deschutes River mündet. 

Vor allem im Oberlauf fließt er durch ein weites Flusstal, während er sich im Unterlauf teilweise tiefe und steile Canyons durch Basaltgestein gegraben hat, wie im Smith Rock State Park und im Peter Skene Ogden State Scenic Viewpoint zu sehen ist.

## Geschichte
Den Namen Crooked (dt. „gekrümmt“) River trägt er wegen seiner zahlreichen Windungen. Die ersten weißen Reisenden wie der Pelzhändler Peter Skene Ogden zu Beginn des 19. Jahrhunderts berichteten, das es entlang des Flusses fruchtbare Wiesen, Biberdämme und Weiden gab. Außerhalb des Flusstals war die Umgebung dagegen steinig und unfruchtbar. 

Die ersten weißen Siedler siedelten ab den 1860er Jahren an den Flussauen des Crooked River. 1868 wurde Prineville gegründet, das sich aufgrund der florierenden Rinder- und Schafwirtschaft in der Umgebung zur wichtigsten Stadt des Crooked-River-Beckens entwickelte. Durch die Viehzucht und durch Holzwirtschaft kamen zahlreiche neue Siedler in die Region, weshalb es ab 1910 zu Gras- und Wasserkriegen zwischen Farmen und Viehzüchtern aufgrund von Wasserknappheit kam. Nachdem mehrere private Bewässerungsprojekte am Deschutes und Crooked River gescheitert waren, entwarf der staatliche Wasserbauingenieur John Whistler ein Bewässerungsprojekt, wonach über 8.000 Hektar Land mit Hilfe eines Damms am Ochoco Creek bewässert werden sollten. Da jedoch weder Staat Oregon noch die Bundesregierung diesen Plan umsetzten, wurde der Plan schließlich von privaten Landeigentümern aufgegriffen und 1921 umgesetzt. Die Aufstauung des Ochoco zum Ochoco Lake brachte jedoch nicht so viel Wasser, wie erwartet worden war, so dass das Projekt bald in finanzielle Schwierigkeiten geriet. In den folgenden Jahrzehnten forderten Viehzüchter und Landwirte wiederholt staatliche Unterstützung für ihr fehlgeschlagenes Bewässerungsprojekt. Erst 1956 beschloss der US-Kongress das Crooked River Projekt, ein Staudamm- und Bewässerungsplan, mit dessen Hilfe 8.000 Hektar Land bewässert werden sollten. 1961 wurde der Bowman Dam fertiggestellt, der den Crooked River zum Prineville Reservoir aufstaute. Benannt wurde der Damm nach Arthur R. Bowman, einen Beamten des Crook County, der das Projekt maßgeblich vorangetrieben hatte.

## Wirtschaftliche Bedeutung
Das Wasser des Crooked River dient zur landwirtschaftlichen Bewässerung. Durch die Wasserstandsregulierung der Staudämme wurden viele Fischarten von ihren Lebensräumen und Laichgebieten im oberen Flusslauf abschnitten, während die Abgabe von kühlem Wasser aus den Stauseen während der Sommermonate eine Zunahme der Fischbestände im Unterlauf des Crooked River bewirkte, so dass dieser Abschnitt heute ein beliebtes Angelrevier ist. Schon 1959 wurden der Smith Rock State Park und 1962 der Prineville State Park gegründet. 1988 wurden Teile des Crooked River und seiner Nebenflüsse als Wild and Scenic River unter Schutz gestellt. Durch diese Statusänderung konnte der Crooked River verstärkt für Tourismus, Erholung und für Fischfang genutzt werden. Der Unterlauf des Crooked River gilt im Frühjahr während der Schneeschmelze als ausgezeichnetes Wildwasserrevier für erfahrene Kajakfahrer und für Rafting.